# Rolls-Royce Limited

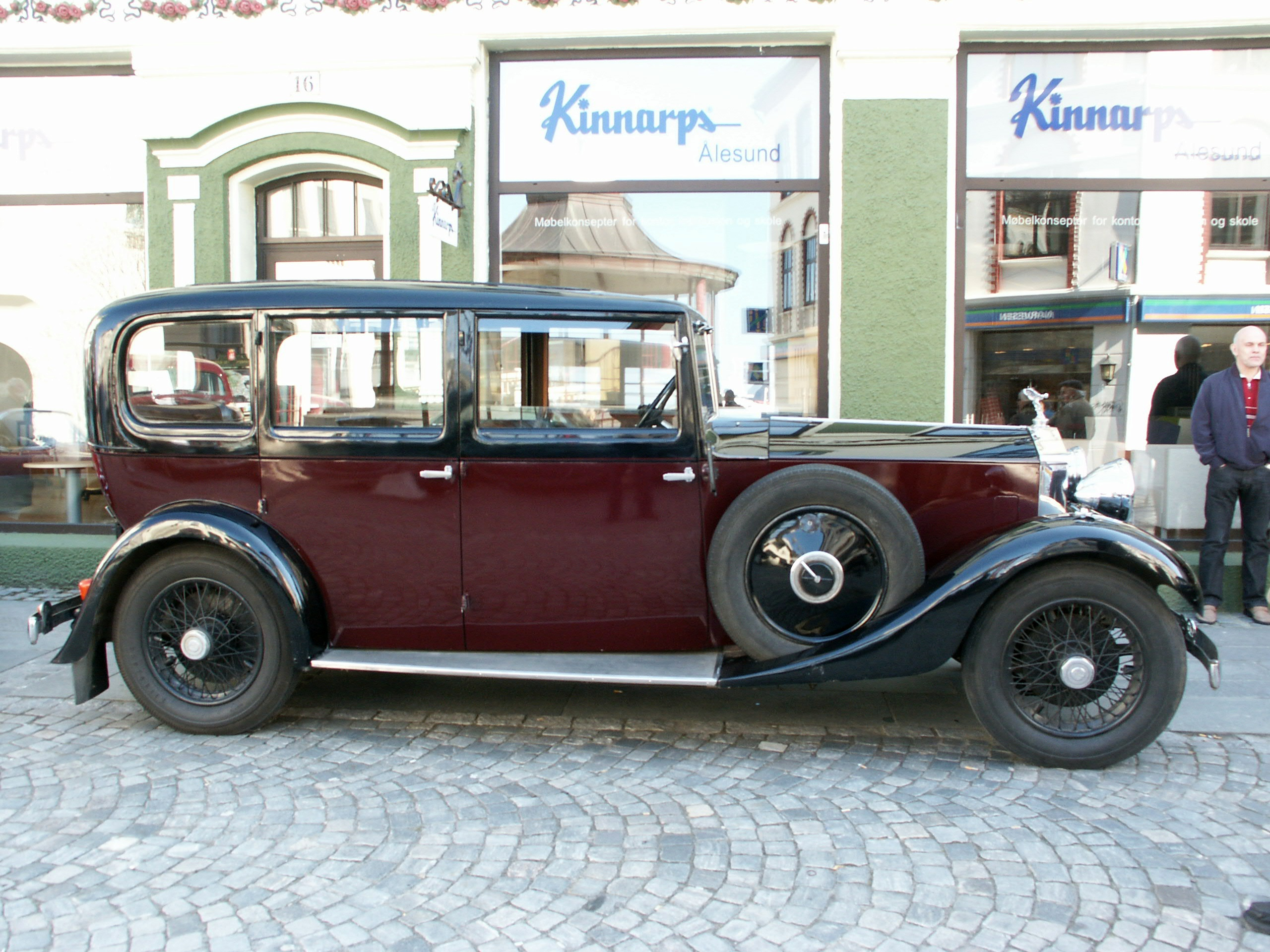
Автомобиль Rolls-Royce 20/25

«Роллс-Ройс» (англ. Rolls-Royce Limited) — британская компания — производитель автомобилей и авиадвигателей. В 1971 году Rolls-Royce Ltd. была национализирована в результате банкротства. В 1973 году автомобильное подразделение было отделено от Rolls-Royce Limited под наименованием Rolls-Royce Motors. Rolls-Royce Limited продолжило работу до приватизации правительством Маргарет Тэтчер в 1987 году, став в итоге Rolls-Royce plc.

## История
Компания «Роллс-Ройс» основана 15 марта 1906 году Генри Ройсом и Чарльзом Роллсом в результате их партнёрства, начавшегося в 1904 году. Компания выпустила первый авиационный двигатель в 1914 году.
Во время Первой мировой войны около половины двигателей самолетов Антанты было произведено Rolls-Royce. К концу 1920-х годов производство авиадвигателей стало основной деятельностью компании Rolls-Royce.
Последним двигателем, созданным Генри Ройсом, стал двигатель Rolls-Royce Merlin («Мерлин»), который начал использоваться лишь с 1935 года, в то время, как сам Генри Ройс умер в 1933 году. Мерлин был развитием двигателей серии R, которым был оснащен рекордный гидроплан Supermarine S.6B (англ.), развивший 655,8 км/ч на кубке Шнейдера в 1931 году. Этот двигатель стал фактически английской иконой. Именно он стоял на многих самолетах Второй мировой войны: Английские Hawker Hurricane, Supermarine Spitfire, двухдвигательный De Havilland Mosquito, четырёхдвигательный Avro Lancaster; он также использовался как двигатель американского истребителя P-51 Mustang — одного из лучших истребителей своего времени; также двигатель Мерлин строился по лицензии фирмой Packard. Этот двигатель стоял на многих английских самолетах, принимавших участие в битве за Британию. Во время войны было выпущено около 160 000 этих двигателей.
После окончания Второй мировой войны Rolls-Royce добилась важных успехов в производстве и проектировании газотурбинных двигателей. Турбовинтовые двигатели Dart (англ.) и Tyne (англ.) имели для компании особенно важное значение, так как применялись во многих известных английских региональных (и средней дальности) самолетах: Armstrong Whitworth AW.660 Argosy (англ.), Avro 748 и его военного варианта Andover, Fokker F27, Herald, Vickers Viscount, Vickers Vanguard. Наиболее мощный вариант двигателя устанавливался на Breguet Atlantic, Transport Allianz C.160 Transall и на гражданском Vickers Vanguard. Многие из этих двигателей до сих пор ещё работают.
Двигатели Rolls-Royce имеют обычное цифровое обозначение в процессе разработки, но когда они начинают поставляться, они получают имя какой-нибудь английской реки. Rolls-Royce использует названия рек для всех своих (включая самые ранние) реактивных двигателей, использующих турбину. Они делают так потому, что течение потока реки отражает поток мощности в реактивных двигателях, и этот поток отличается от пульсации мощности в обычном двигателе внутреннего сгорания.

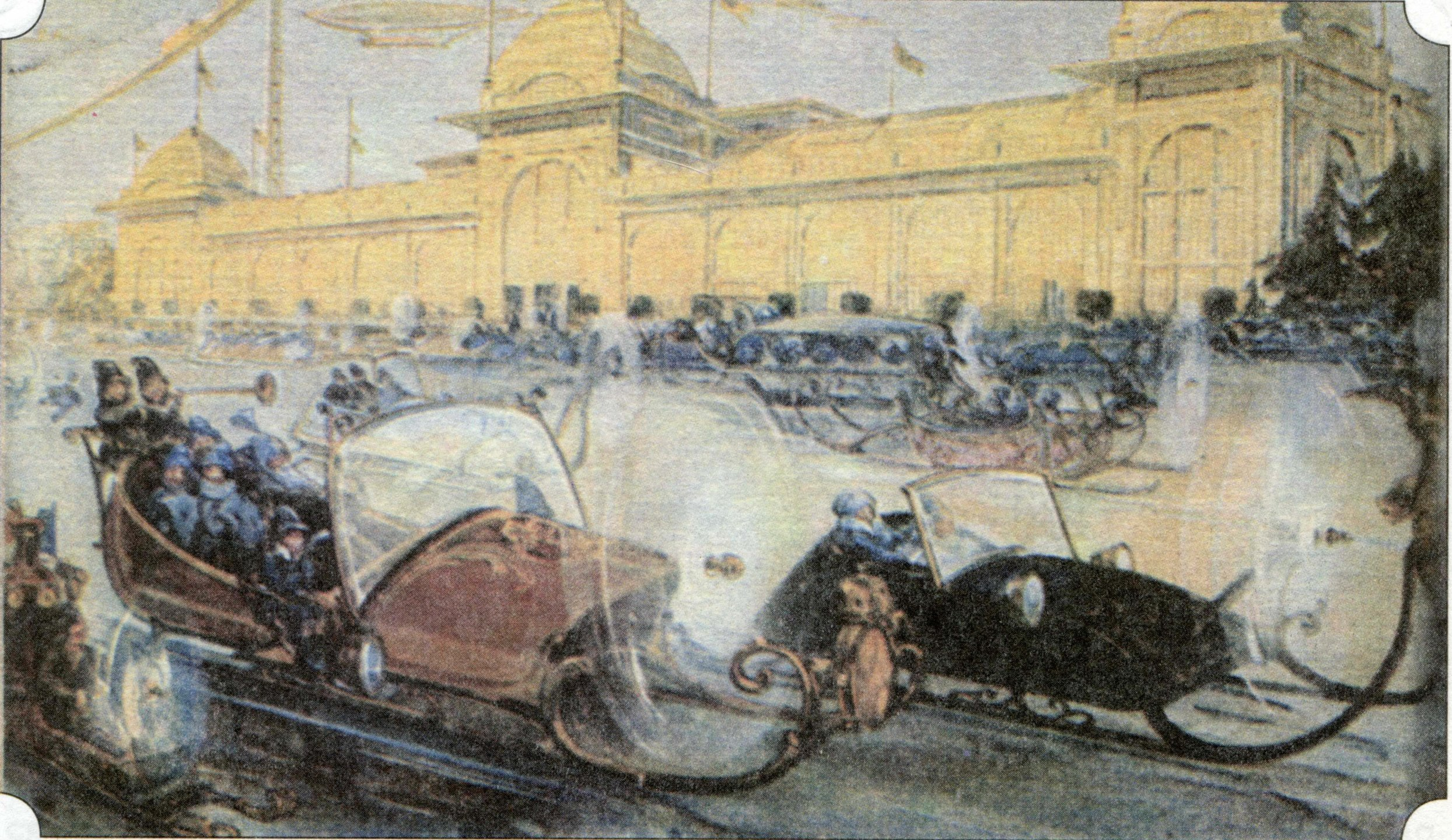
Аэросани «Роллс-Ройс» (справа) на карточке 1914 года из цикла «Москва в XXIII веке»

## Автомобили
- 1904—1906 10 hp
- 1905—1905 15 hp
- 1905—1908 20 hp
- 1905—1906 30 hp
- 1905—1906 Legalimit
- 1906—1925 40/50 Silver Ghost
- 1922—1929 20 hp
- 1925—1929 40/50 Phantom
- 1929—1936 20/25
- 1929—1935 Phantom II
- 1936—1938 25/30
- 1936—1939 Phantom III
- 1939—1939 Wraith
- 1946—1959 Silver Wraith
- 1949—1955 Silver Dawn
- 1950—1956 Phantom IV
- 1955—1965 Silver Cloud
- 1959—1968 Phantom V
- 1968—1992 Phantom VI
- 1965—1980 Silver Shadow

модели Bentley (с 1933)
- 1933—1937 Bentley 3½ L
- 1936—1939 Bentley 4¼ L
- 1940—1940 Bentley 4¼ L Mk VI

- 1949—1955 Silver Wraith
- 1949—1955 Silver Dawn
- 1950—1956 Phantom IV
- 1955—1966 Silver Cloud
- 1959—1968 Phantom V

## Военная техника

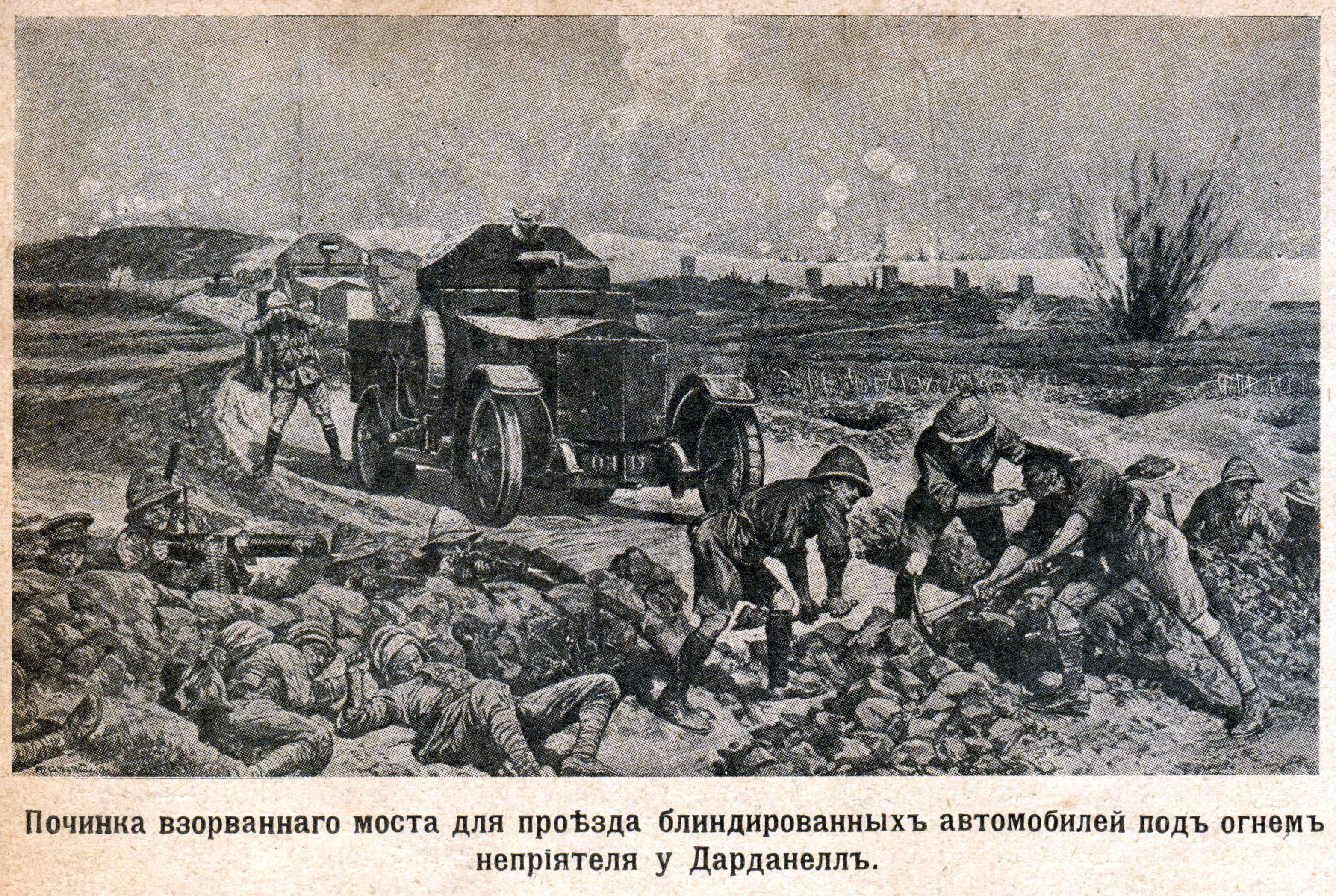
Британский «Роллс-Ройс» в бою у Дарданелл. 1915 год
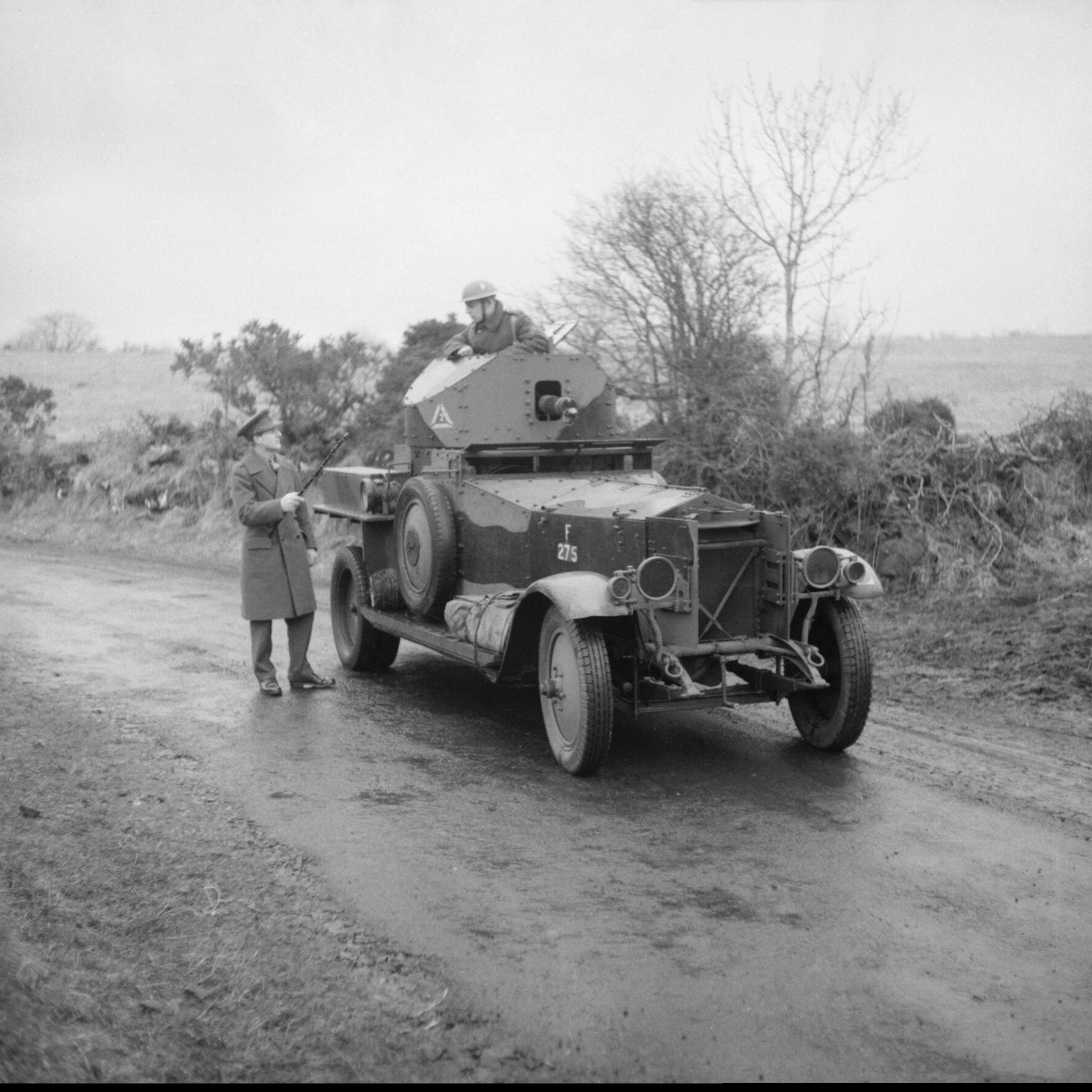
Rolls-Royce в Северной Ирландии. 1920 год

В период Первой мировой войны компания Rolls-Royce Ltd. производила бронеавтомобили для армии Великобритании и союзников.